# کوودیل (اوهایو)
کوودیل (به انگلیسی: Covedale) یک منطقهٔ مسکونی در ایالات متحده آمریکا است که در شهرستان همیلتون، اوهایو واقع شده‌است. کوودیل ۷٫۳ کیلومتر مربع مساحت و ۶٬۴۴۷ نفر جمعیت دارد و ۲۷۰ متر بالاتر از سطح دریا واقع شده‌است.